# Koripallon miesten SM-sarjakausi 1944
La Koripallon miesten SM-sarjakausi 1944 è stata la 4ª edizione del massimo campionato finlandese di pallacanestro maschile. La vittoria finale è stata ad appannaggio dell'Helsingin Kiri-Veikot.

## Risultati

### Stagione regolare
|    | Squadra                     | G | V | N | P | PF  | PS  | Pt. |
| -- | --------------------------- | - | - | - | - | --- | --- | --- |
| 1. | Helsingin Kiri-Veikot       | 6 | 5 | 0 | 1 | 130 | 89  | 10  |
| 2. | Maasotakoulu                | 6 | 4 | 0 | 2 | 103 | 64  | 8   |
| 3. | Helsingin NMKY              | 6 | 4 | 0 | 2 | 109 | 92  | 8   |
| 4. | Helsingin Ilves             | 6 | 3 | 0 | 3 | 105 | 118 | 6   |
| 5. | Eiran Kisa-Veikot           | 6 | 2 | 0 | 4 | 75  | 98  | 4   |
| 6. | Karhun Pojat                | 6 | 2 | 0 | 4 | 53  | 97  | 4   |
| 7. | Turun Palokunnan Urheilijat | 6 | 1 | 0 | 5 | 55  | 72  | 2   |

| Koripallon miesten SM-sarjakausi 1944 |
| ------------------------------------- |
| Helsingin Kiri-Veikot 1º titolo       |

## Formazione vincitrice
| N° | Naz.                 | Ruolo | Sportivo      |  | Alt. |  |
| -- | -------------------- | ----- | ------------- |  | ---- |  |
|    | Finlandia (bandiera) |       | Esko Karhunen |  |      |  |
|    | Finlandia (bandiera) |       | Matti Simola  |  |      |  |